# تپه قراق
تپه قراق مربوط به سده‌های متأخر دوران‌های تاریخی پس از اسلام است و در شهرستان گرمی، بخش انگوت، دهستان انگوت شرقی، روستای ملالار واقع شده و این اثر در تاریخ ۳۰ بهمن ۱۳۸۶ با شمارهٔ ثبت ۲۱۰۷۰ به‌عنوان یکی از آثار ملی ایران به ثبت رسیده است.